# Evgheni Lipeev
Evgheni Lipeev (în rusă Евгений Николаевич Липеев; n. 28 februarie 1958, Krasnodar, RSFS Rusă, URSS) este un sportiv ce a reprezentat Uniunea Republicilor Sovietice Socialiste, medaliat olimpic. A participat la o ediție a Jocurilor Olimpice (1980) în care a câștigat o medalie de aur.

## Participări
Lista de mai jos prezintă principalele competiții la care a participat Evgheni Lipeev de-a lungul carierei.
- Sovremennoe peatiborie na letnih Olimpiiskih igrah 1980[*]